# Dasylirion leiophyllum
Dasylirion leiophyllum är en sparrisväxtart som beskrevs av Georg George Engelmann och William Trelease. Dasylirion leiophyllum ingår i släktet Dasylirion, och familjen sparrisväxter. Inga underarter finns listade i Catalogue of Life.

## Bildgalleri

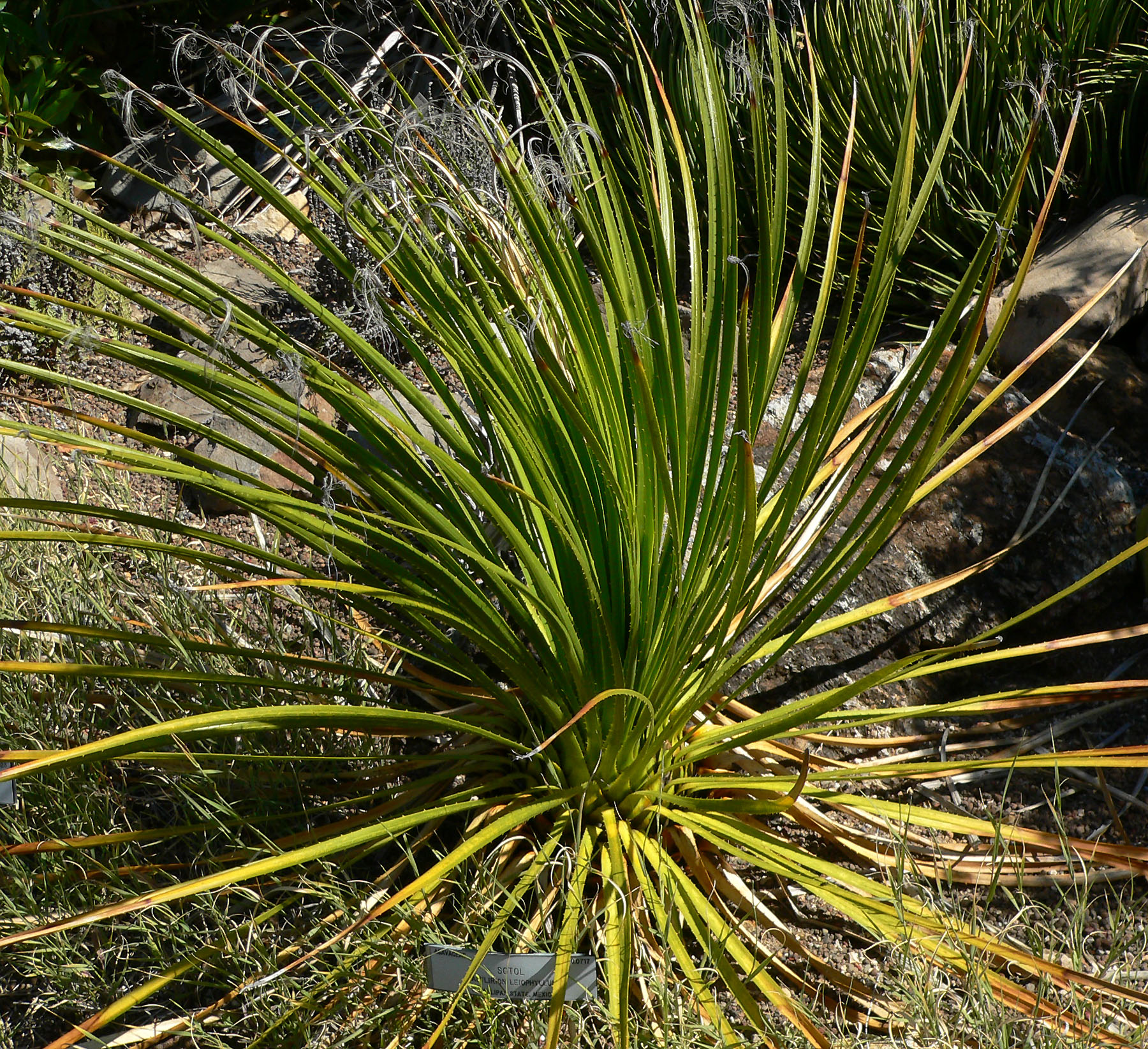
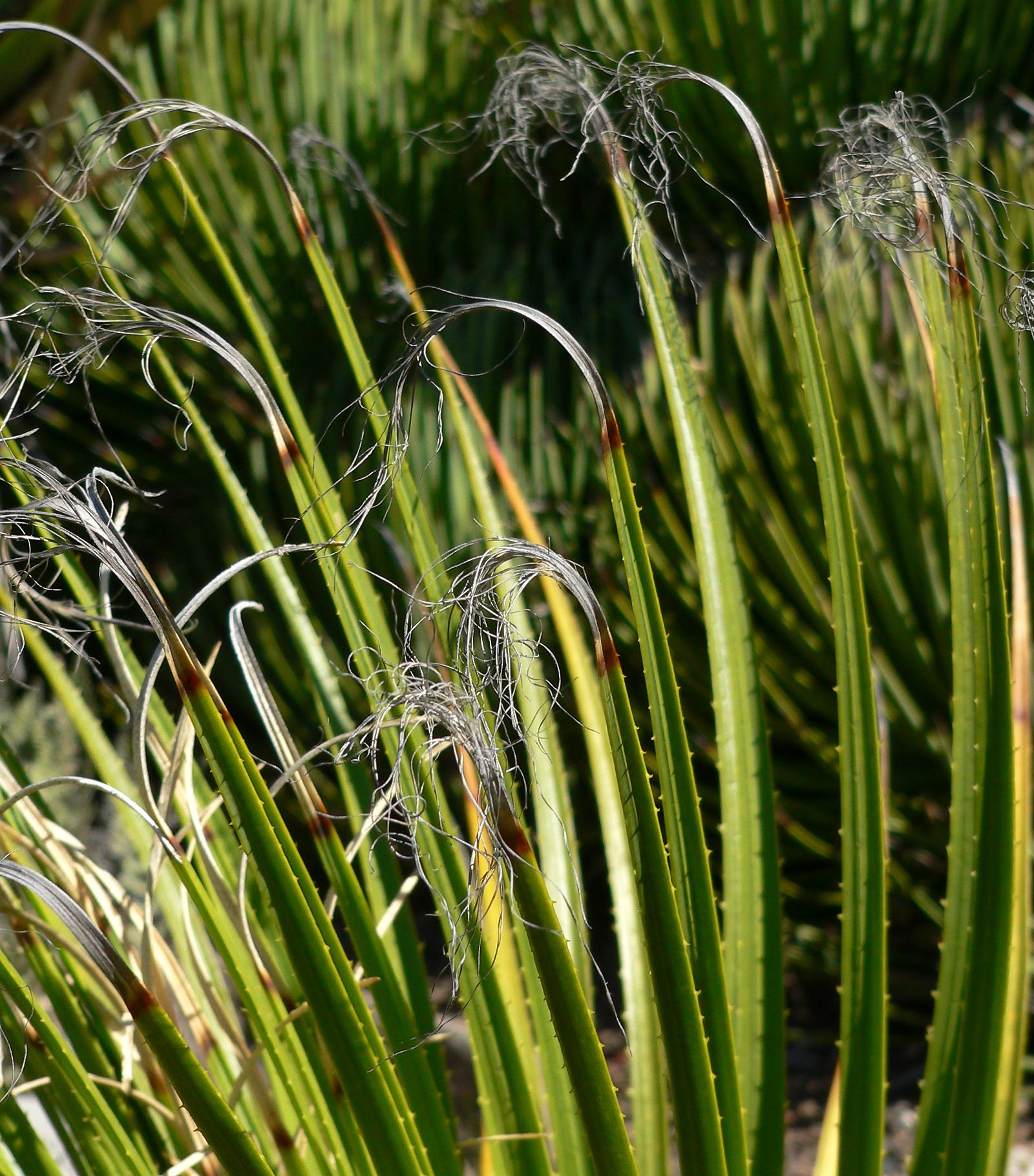
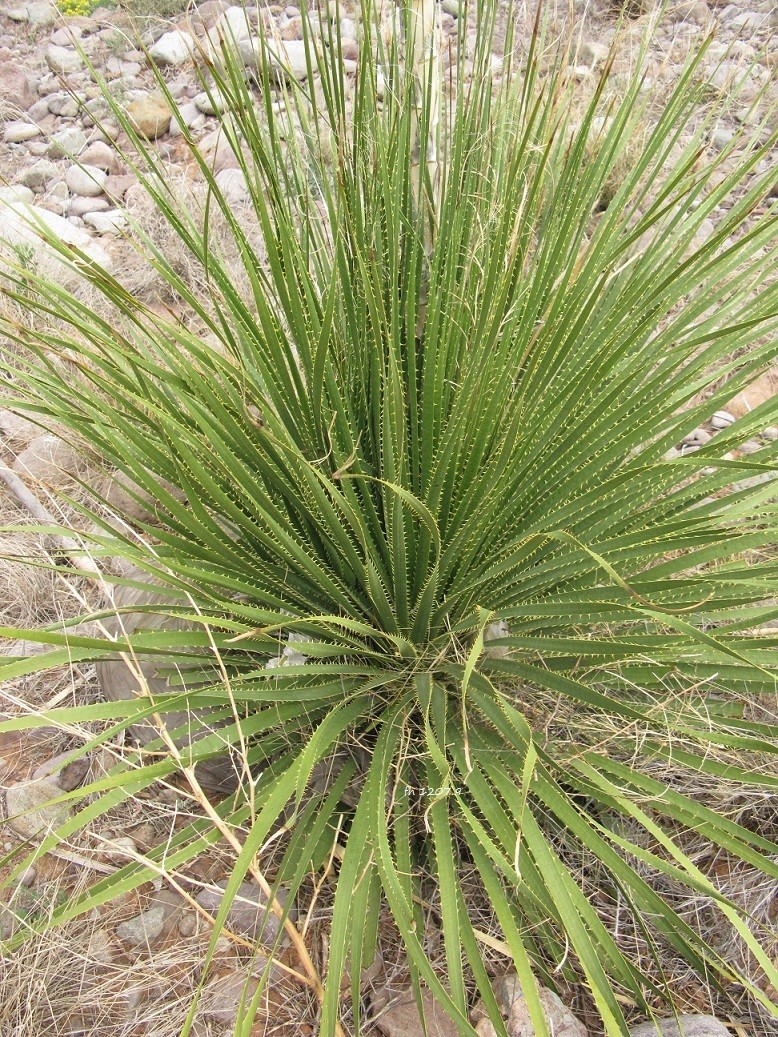
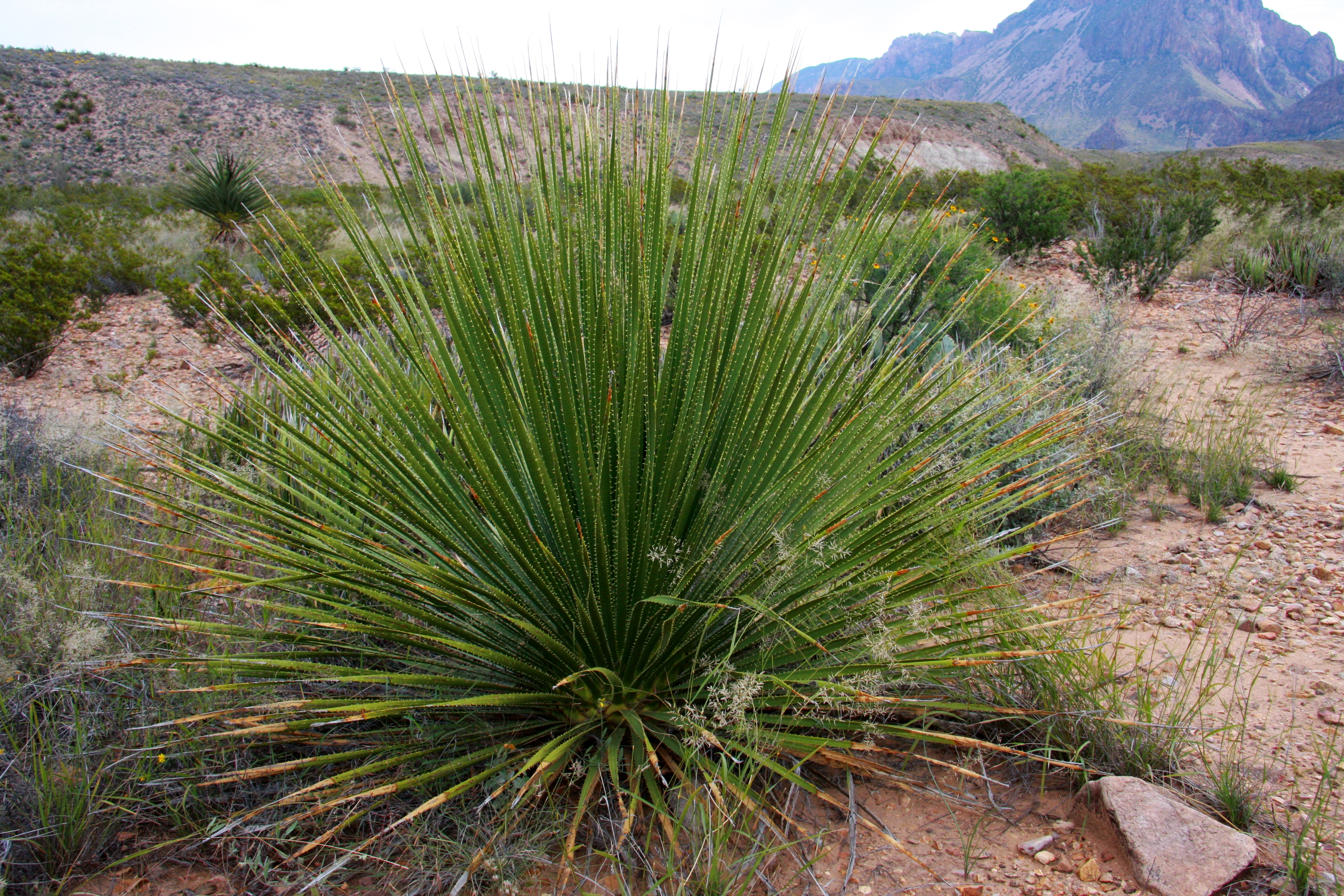